# Бабаїха
Бабаї́ха (рос. Бабаиха) — присілок у складі Дмитровського міського округу Московської області, Росія.

## Населення
Населення — 72 особи (2010; 42 у 2002).
Національний склад (станом на 2002 рік):
- росіяни — 100 %